# Cimberis bihirsuta
Cimberis bihirsuta là một loài bọ cánh cứng trong họ Nemonychidae. Loài này được Hatch miêu tả khoa học đầu tiên năm 1971.